# Pietro Benedetti
Pietro Benedetti zvaný Sartorini (před rokem 1745 – po roce 1792, přesné datum a místo narození ani úmrtí nejsou známa) byl italský operní sopranista.

## Život a kariéra
O narození a dětství Pietra Benedettiho, stejně jako jeho úmrtí není nic známo. Byl aktivní v 18. století, vrchol jeho kariéry může být datován pravděpodobně ke konci století.
V posledních letech své kariéry musel změnit na kontratenor, kvůli významnému ztlumení hlasu. Věnoval se také výuce zpěvu, mezi jeho žačky patřila např. Maria Anna Bondini Barilliová.
Pro hudební historiografii je znám především tím, že se podílel na premiéře Mozartovy opery Mitridate, re di Ponto 21. prosince 1770, v roli Sifare, syna krále Mitridata v milánském Teatro Regio Ducale. Slavný je v této souvislosti jeho údajný výrok týkající se večera představení:
| „ | ...pokud by diváci neocenili závěrečný duet, byl bych kastrován podruhé... | “ |

K dispozici jsou také zprávy o jeho účasti v následujících představeních:
- Neděle 13. srpna 1769, ve světové premiéře Merope a La bella eroina Nicoly Saly na libreto Apostola Zena v neapolském divadle San Carlo v roli Epitide.
- 26. prosince 1769 ve světové premiéře Aenea in Cartagine od Giuseppe Colly v režii Gaetana Pugnaniho v turínském Teatro Regio, v roli Aenea.
- Sobota 27. ledna 1770, v opeře Armida od Pasquale Anfossiho na libreto Jacopa Durandiho v Nuovo Teatro Regio v Turíně, v roli Rinalda.
- Středa 12. září 1792 v opeře Zenobia di Palmira Pasquale Anfossiho s libretem Gaetana Sertora v Teatro Comunale v Bologni, v roli Arsace. V této poslední roli zpíval již ne jako kontratenor.